# Aguas Calientes Indijanci
Aguas Calientes (Agua Caliente) /šp. =warm springs/ (Indijanci Diegueño nazivali su ih Hekwach (navodi Kroeber 1905) i Xagua’tc, naziv od Diegueña iz Tekumaka/, šošonsko pleme iz južne Kalifornije naseljeno danas na rezervatu Agua Caliente ili Palm Springs u okrugu Riverside. Njihova izvorna lokacija nalazila se na gornjem toku rijeke San Luis Rey, a imali su dva sela, to su Gupa, čiji su stanovnici kasnije nazivani imenom Warner's Ranch Indijanci; drugo selo bilo je Wilakal, a taj dio plemena je preseljen na rezervat Los Coyotes.
Aguas Calientes su srodni s Juaneños, Luiseños i možda su ogranak Cahuilla, koji se danas vode pod službenim nazivom  'Agua Caliente Band of Cahuilla Indians' . Rezervat je utemeljen 1876. a danas dijelom obuhvaća i grad Palm Springs. Od 21.358 stanovnika rezervata (2000) na njih otpada svega 365.

## Vanjske poveznice
- The Agua Caliente band of Cahuillas